# Musculus flexor digitorum pedis superficialis
Der Musculus flexor digitorum pedis superficialis (lateinisch für „oberflächlicher Zehenbeuger des Fußes“) ist ein bei vierfüßigen Tieren vorkommender Beuger des ersten und zweiten Zehengelenks. Zusätzlich streckt er das Sprunggelenk. Beim Menschen ist er nicht ausgebildet.
Der Muskel entspringt am Femur. Der Muskelbauch liegt zwischen den beiden Köpfen des Musculus gastrocnemius. Die Ansatzsehne ist Teil des Tendo calcaneus communis (gemeinsamer Fersensehnenstrang) und verbreitert sich über dem Fersenbeinhöcker (Tuber calcanei) zur sogenannten Fersenbeinkappe und heftet sich an dieser Stelle an. Unter diesem ersten Ansatz liegt ein Schleimbeutel (Bursa subtendinea calcanea), dessen Anschwellung als Eiergalle bezeichnet wird. Die Sehne setzt sich am Fuß als oberflächliche Beugesehne fort und inseriert plantar am Kronbein.
Bei Pferden ist der Muskel rein sehnig und bildet mit dem Musculus peroneus tertius die sogenannte Spannsägenkonstruktion, durch die die Bewegungen von Knie- und Sprunggelenk gleichgeschaltet werden.
Eine Verlagerung (Luxation) der Sehne des Muskels durch Riss der Haltebänder am Fersenbeinhöcker kommt gelegentlich bei Hunden, Katzen, Pferden und Rindern vor. Die Luxation nach außen ist dabei häufiger. Die Behandlung erfolgt chirurgisch.